# P. P. Rider
Pour plus de détails, voir Fiche technique et Distribution.
P. P. Rider (ションベン・ライダー, Shonben raidā) est un film japonais de Shinji Sōmai sorti en 1983.

## Fiche technique
- Titre original : ションベン・ライダー, Shonben raidā
- Titre français : P. P. Rider
- Réalisation : Shinji Sōmai
- Scénario : Takuya Nishioka, Leonard Schrader (en) et Chieko Schrader
- Pays d'origine : Japon
- Format : Couleurs - 35 mm
- Genre :
- Durée : 118 minutes
- Date de sortie : 1983

## Distribution
- Tatsuya Fuji : Genpei
- Michiko Kawai : Blues
- Masatoshi Nagase : Jojo
- Shinobu Sakagami : Gisho